# Strada Napoleonica

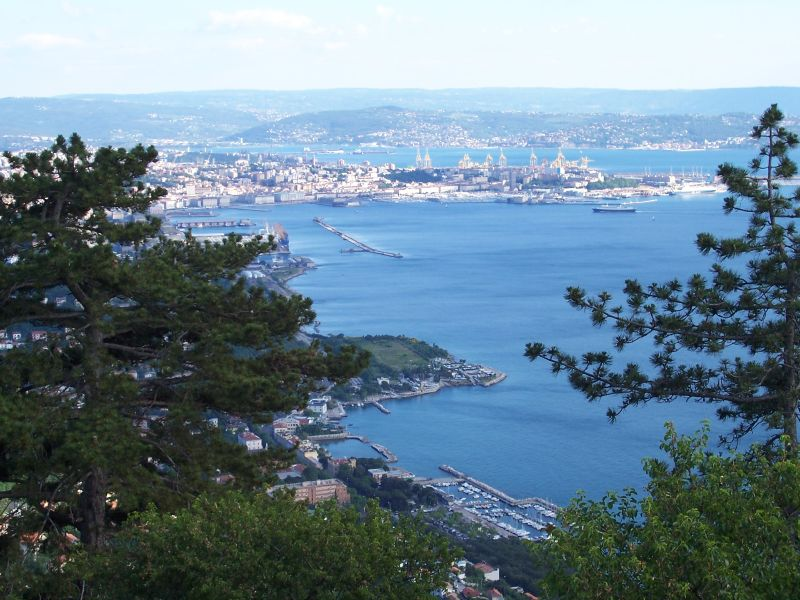
Vista de Trieste desde la Strada Napoleonica

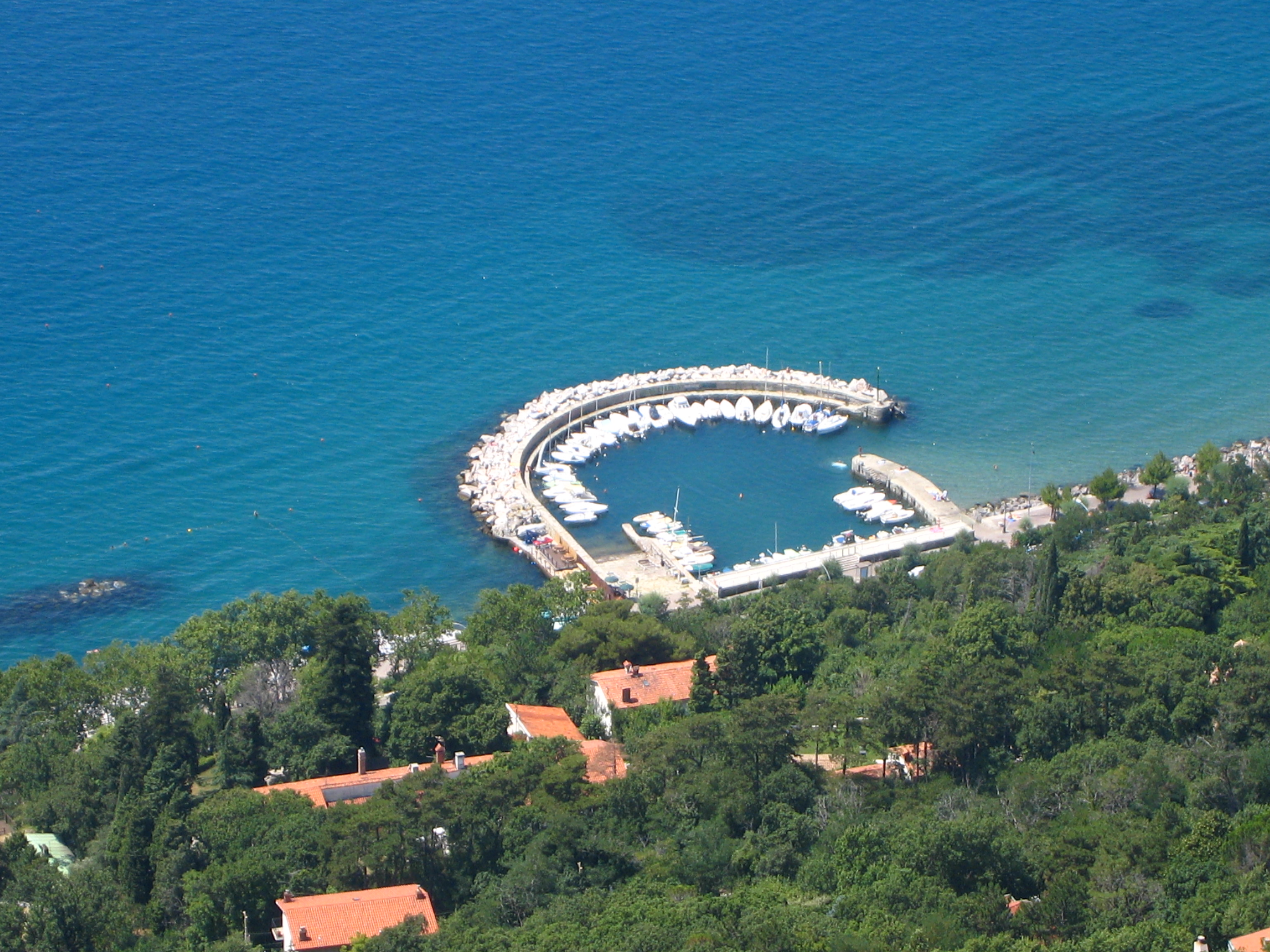
Detalle fotografiado desde la Strada Napoleonica

La Strada Napoleonica (oficialmente Strada Vicentina, en recuerdo al ingeniero Vicentini, quien proyectó su trazado) es un sendero panorámico sobre la ciudad y el Golfo de Trieste que se extiende desde la fracción triestina de Prosecco, hasta el Obelisco de Opicina, ambas localidades pertenecientes al comune (término municipal) italiano de Trieste.
Son unos 3,7 km sobre el borde del Carso, elevado respecto al mar, con espectaculares panoramas sobre Trieste, su amplia bahía y el castillo de Miramare. El sendero es ancho, relativamente plano (se pasa de los 250 a los 300 m sobre el nivel del mar), y bien pavimentado.
El inicio del sendero se caracteriza por varias paredes verticales de roca, uno de los lugares más populares de la zona para practicar y entrenarse en escalada.

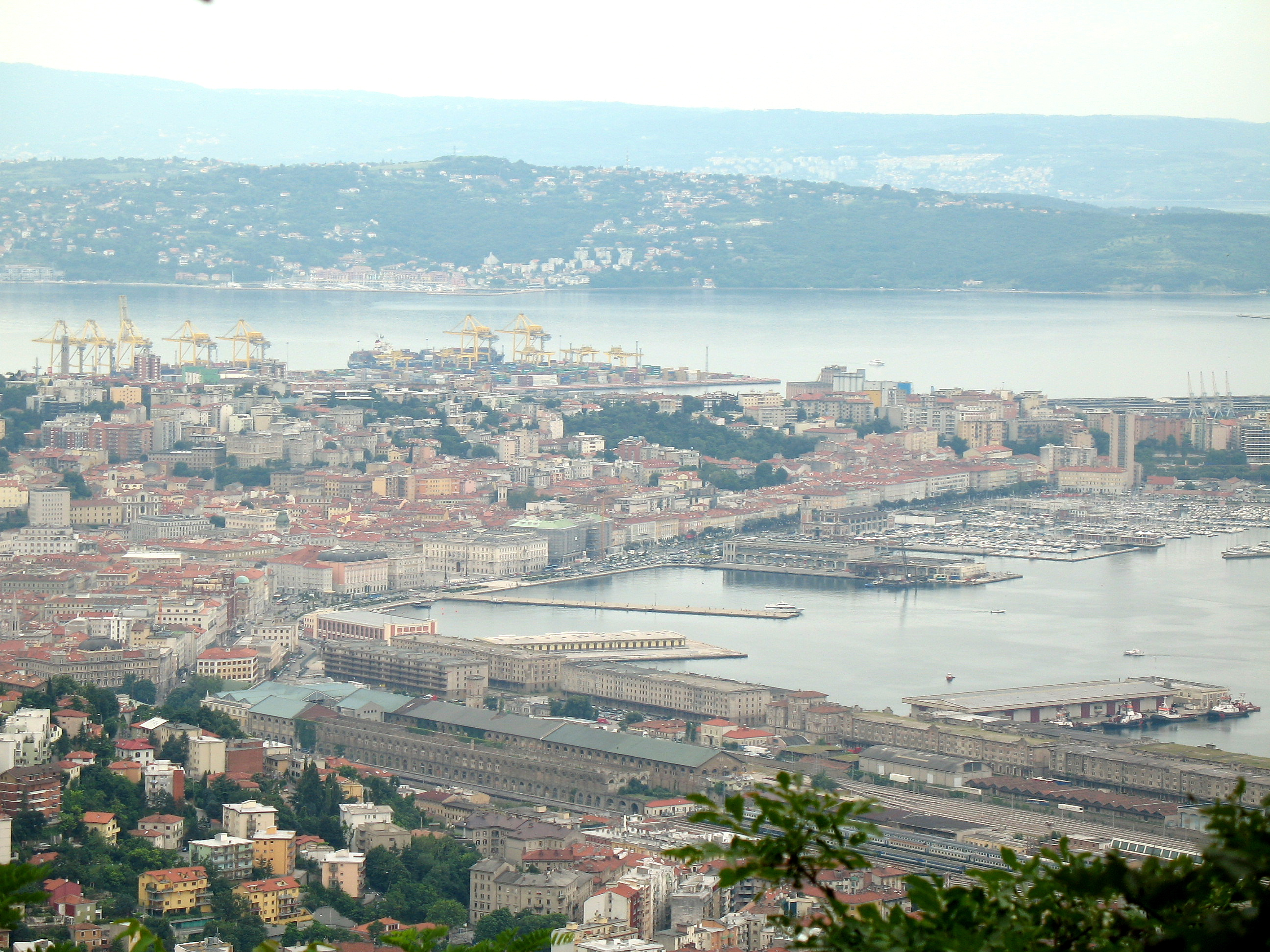
Vista de Trieste desde el Obelisco de Opicina

Detrás del sendero se encuentra el Santuario Mariano de Monte Grisa, en forma triangular. Este santuario no es accesible directamente desde la Napoleonica, sino desde una carretera asfaltada a través del bosque desde Prosecco o desde el Obelisco de Opicina igualmente a través del bosque (sendero Nicolò Cobolli), que discurre parlalelamente y más alto respecto a la Napoleonica.
En el Obelisco, al final del sendero, también se halla una parada del histórico y panorámico Tranvía de Opicina, que comunica en un trayecto con una pronunciada pendiente el centro de Trieste con el Carso.
- Datos: Q3974606
- Multimedia: Strada Napoleonica (Trieste) / Q3974606